# Ivo Fiorentini
Ivo Fiorentini (ur. 11 maja 1898 w Faenza, zm. 1992) – włoski trener piłkarski.
Trener przebył długą drogę przebijając się z niższych klas rozgrywkowych. W 1932 Fiorentini został trenerem Salernitany Calcio. Prowadził ten zespół przez dwa lata po czym zmienił klub na Foligno Calcio. Był również trenerem Ancony oraz Pro Vercelli. Od 1939 roku, przez dwa lata prowadził Atalantę. Podczas sezonu 1941/1942 trenował Inter Mediolan, po czym prowadził Livorno. W latach 1944–1946 trenował Faenzę, po to by potem powrócić do Livorno i Atalanty. W 1949 roku Fiorentini został trenerem Venezii, a w 1950 – A.S. Lucchese-Libertas. Fiorentini miał rok przerwy, po czym został trenerem Sampdorii. Po kolejnej rocznej przerwie prowadził Parmę, Livorno, SPAL 1907, Imolę oraz Faenzę gdzie w 1970 roku zakończył karierę trenerską.